# 洛斯卡涅洛斯
洛斯卡涅洛斯（西班牙語：Los Canelos），是巴拿馬的城鎮，位於該國中南部，由埃雷拉省的聖瑪利亞區負責管轄，面積48.8平方公里，海拔高度22米，2010年人口1,575，人口密度每平方公里32.3人。